# 은술잔
은술잔 (The Silver Chalice)은 미국에서 제작된 빅터 새벌 감독의 1954년 드라마, 멜로/로맨스 영화이다. 버지니아 메이요 등이 주연으로 출연하였고 빅터 새벌 등이 제작에 참여하였다. 대한민국에는 은배(銀盃)라는 제목으로 개봉되기도 했다.
폴 뉴먼의 장편영화 데뷔작이다.

## 줄거리
안티오키아의 한 그리스인 장인이 가장자리에 예수와 사도들의 얼굴이 조각된 은잔의 주조를 주문 받는다.

## 출연

### 주연
- 버지니아 메이요
- 피어 안젤리
- 잭 팰런스 - 시몬 마구스 역
- 폴 뉴먼 - 아리마태아의 요셉 역

### 조연
- 자크 오부션 - 네로 역
- 부스 콜먼
- 테런스 드 마니
- 로런스 돕킨
- 론 그린 - 베드로 역
- 월터 햄프던
- E. G. 마셜 역
- 모트 마셜
- 스트로더 마틴
- 로버트 미들턴
- 마이클 페이트
- 셜리 패터슨
- 도널드 랜돌프
- 피터 레널즈
- 허버트 러들리
- 앨릭잰더 스카워비 - 루가 역
- 필립 통
- 노마 바든
- 조지프 와이즈먼
- 이언 울프
- 내털리 우드

## 제작진
- 미술: 보리스 레빈